# Microserica myagdiana
Microserica myagdiana är en skalbaggsart som beskrevs av Ahrens 1998. Microserica myagdiana ingår i släktet Microserica och familjen Melolonthidae. Inga underarter finns listade i Catalogue of Life.